# Cobra Woman
Cobra Woman – amerykański film przygodowy z 1944 roku w reżyserii Roberta Siodmaka.

## Fabuła
Gdzieś w Południowo-Wschodniej Azji Ramu bierze ślub z lokalną kobietą Tolleą. Do ceremonii nie dochodzi, gdyż Tollea zostaje porwana. MacDonald, przyjaciel Ramu stwierdza, że za tym stoją mieszkańcy Wyspy Kobry. Wyjaśnia, że w młodości przez sztorm znalazł się tam. I gdy wypłynął z powrotem do domu, w łodzi znalazł niemowlę, które wychował jak swoje. Tym niemowlęciem była Tollea i McDonald sugeruje, że Wyspa Kobry upomniała się o swoją. Mimo to Ramu decyduje się wypłynąć na Wyspę Kobry w poszukiwaniu niedoszłej żony.
Niepostrzeżenie udaje się z nim Kado, lokalny chłopak. Ujawnia się ratując Ramu przed panterą. Obaj odkrywają miasto, gdzie Tollea poznaje o sobie prawdę. Była jednym z dwojga córek królewskiego rodu, które po roku życiu poddano jadowi kobry. Tollea ledwie przeżyła i została porzucona, zaś jej siostra-bliźniaczka Naja została najwyższą kapłanką. Naja wyrosła na okrutną tyrankę, wobec czego ich babka – królowa Wyspy Kobry nakazała odnalezienie Tollei.
Ramu natyka się na Naję biorąc ją za Tolleę i po chwili zostaje aresztowany. Kado prowadzony przez szympansa Koko rozpoznaje w strażniku Havie fałszywego ślepca, który miał zagrać na weselu. Jednoczy się Tolleą i od służki Veedy dowiaduje, że każdy obcy na Wyspie Kobry ma zostać zabity, co może spotkać Ramu. Hava zaprowadza Tolleę i Kado tajnym korytarzem, gdzie Naja domaga się większych darów od coraz biedniejszych mieszkańców. By rzekomo uspokoić gniew bogów składa w ofierze ludzi.
Prawodawca Martok, druga najpotężniejsza osoba po najwyższej kapłance i jej przyszły mąż, odwiedza Ramu w lochu i wyjawia szczegóły jego przewinień. Ramu ogłusza go i ucieka w jego ubraniu. Odwiedza Naję wciąż przekonany, że to Tollea. Wkrótce domyśla się, że to siostra Tollei, o której ta nie ma pojęcia. Naja nakazuje odnaleźć Tolleę i odesłać ją z wyspy, zaś Ramu ma zostać na niej na zawsze.
Kado zostaje złapany i przesłuchiwany. Martok rozkazuje go zawiesić na drzewie celem wymuszenia zeznań. Z opresji ratują go Koko i Hava. Tymczasem królowa namawia Naję do abdykacji na rzecz Tollei. Naja rozkazuje odnaleźć i uwięzić Tolleę i jej towarzyszy. Także na jej polecenie Martok skrytobójczo zabija królową. Dowiedziawszy się o pojmaniu Ramu i Kado, Tollea konfrontuje się z Nają. Ta nie chcąc ustąpić z urzędu zamierza zabić siostrę, lecz ginie wypadając z balkonu. Tollea podszywając pod siostrę ułaskawia Ramu i Kado od egzekucji. Martok nakazuje zażycie jadu kobry na Tollei. Kado odzyskuje swą dmuchawkę, którą zabija królewską kobrę.
Nagle następuje wybuch wulkany uznany za zły omen i powodujący ucieczkę mieszkańców. W zamieszaniu Kado i Hava stają do waki z Martokiem, który ginie nadziewając na kolce w fosie. Gdy Tollea odzyskuje przytomność i osiada na tronie, wulkan ustępuje. Zostaje ogłoszona najwyższą kapłanką. Ramu ze smutkiem odpływa wraz z Kado i Koko, jednak w jego łodzi ujawnia się Tollea. Przekazała władzę Veedzie i Havie władzę, by żyć z Ramu.

## Obsada
- Maria Montez –
  - Tollea,
  - Naja
- Jon Hall – Ramu
- Sabu – Kado
- Edgar Barrier – Martok
- Mary Nash – królowa Wyspy Kobry
- Lon Chaney Jr. – Hava
- Lois Collier – Veeda
- Moroni Olsen – MacDonald
- Samuel S. Hinds – ojciec Paul